# Sex Garage
Sex Garage était un bar clandestin situé à Montréal, dans le quartier du Vieux-Montréal, qui s'adressait à la communauté LGBT à la fin des années 1980 et au début des années 1990. Le cinéaste Nicholas Jenkins organisait des soirées inclusives en réponses aux soirées plus ségréguées tenus dans les bars gays de l'époque.  
Il est connu en raison d'un raid de la police survenu en 1990, qui a par la suite été surnommé le « Stonewall de Montréal ».

## Descente de police
Dans les petites heures du matin, dans la nuit du 14 au 15 juillet 1990, une descente de police a eu lieu sous prétexte que l'établissement vendait illégalement de l'alcool, une tactique que les professeurs Jason B. Crawford et Karen Herland ont déclaré comme étant fréquemment utilisée par la police pour harceler les entreprises gaies et lesbiennes à cette époque